# Walkerburn
Walkerburn (Scottish Gaelic ) és un petit poble a la zona de Scottish Borders d'Escòcia, a l'A72 a unes 8 milles (13 km) de Peebles i a 10 milles (16 km) de Galashiels. Està situada al sud-est d'Escòcia, prop de la costa del mar del Nord i de la frontera amb Anglaterra, amb una població estimada a mitjans de 2016 de 720 habitantes.
Va ser fundada l'any 1854 per allotjar els treballadors dels molins de tweed propietat de la família Ballantyne. És la seu del Ballantyne Memorial Institute. El poble també alberga inusualment un petit nombre d'indústries basades en la ciència i moltes petites empreses d'èxit. Compta amb el primer sistema hidroelèctric d'Escòcia.

## Història

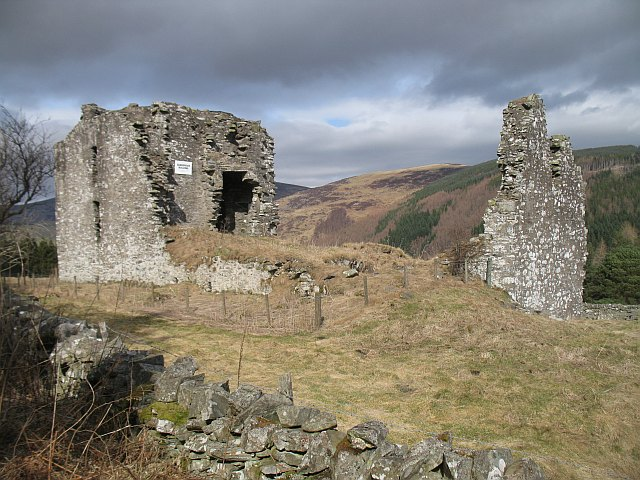
Torre Elibank

Hi ha evidències de colons al voltant del Walker Burn des de l'edat del bronze perquè s'han identificat túmuls cremats a Glenmead i al Plora Burn al sud del poble. Els túmuls són evidència que la gent antigament escalfava pedres en aquestes zones que després s'utilitzaven per escalfar aigua.
Elibank era la mansió de la família Murray, de la qual Sir Walter Scott era un descendent. La mansió s'esmenta en un poema del poeta de la frontera James Hogg anomenat "Fray of Elibank". Elibank és conegut pel curs de tir amb arc forestal Elibank que atrau arquers de tot el món.
Dotze homes de Walkerburn van perdre la vida al servei del seu país durant la Segona Guerra Mundial. Els soldats eren allotjats a l'antic magatzem de llana de Park Avenue (les cases noves), a l'hostal de Park Avenue (el bloc de pisos) i amb famílies. Els joves provenien de Glasgow a l'ambulància de camp 157 i de Yorkshire al regiment de camp 68. I diverses núvies noves finalment van marxar del poble. Els oficials van viure a Stoneyhill durant tota la guerra, la cantina dels soldats era dirigida per les senyores del poble a l'antic cobert.
L'any 1961, quan es va tancar el ferrocarril, la població havia baixat a 863, les botigues començaven a lluitar i tancaven i, tot i que la gent local encara podia dependre del molí per obtenir feina, els salaris no seguien el ritme de la inflació. Ballantyne's es va fusionar en Scottish Worsteds & Woollens el 1968 i després el 1980, la fàbrica restant va ser comprada per Dawson International. Al principi, Walkerburn va obtenir els beneficis del tancament de molins a altres llocs de les fronteres, però el 1988 Dawson es va retirar i l'últim molí va tancar. Aquest va ser el final de Walkerburn com a poble de molí. Noves indústries com Rathburn Chemicals (1975) van començar i es van expandir. Va prendre temps, ja que el poble lluitava amb l'atur elevat i els preus de l'habitatge deprimits, però Walkerburn es va regenerar lentament.

## Galeria

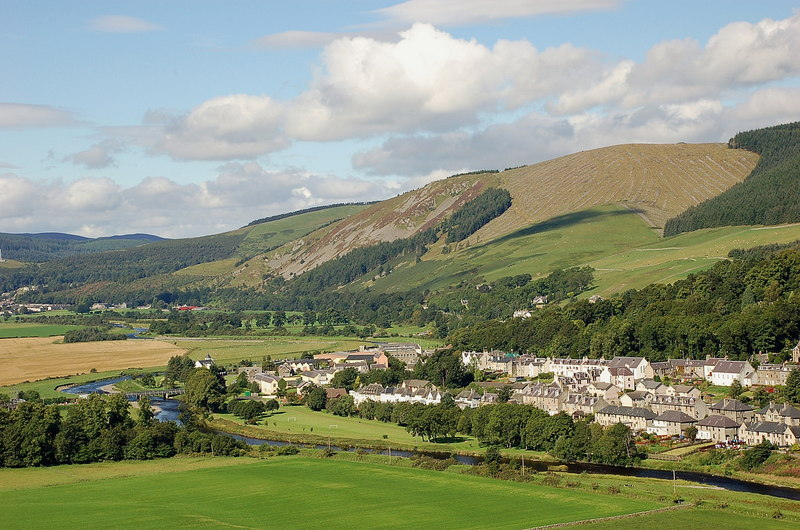
Walkerburn i el Tweed
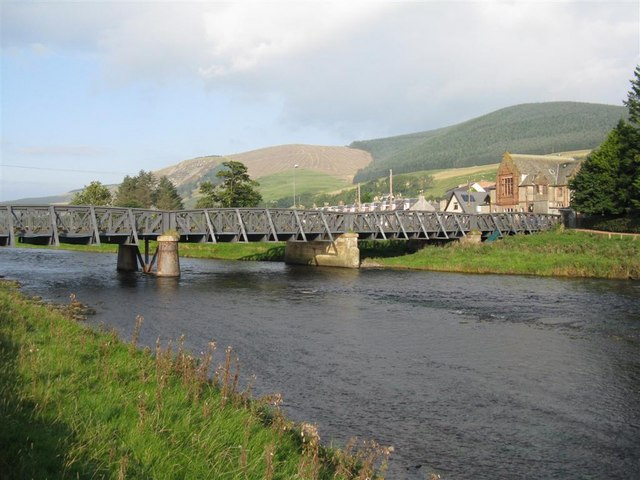
Pont de la carretera sobre l'Institut Memorial Tweed i Henry Ballantyne
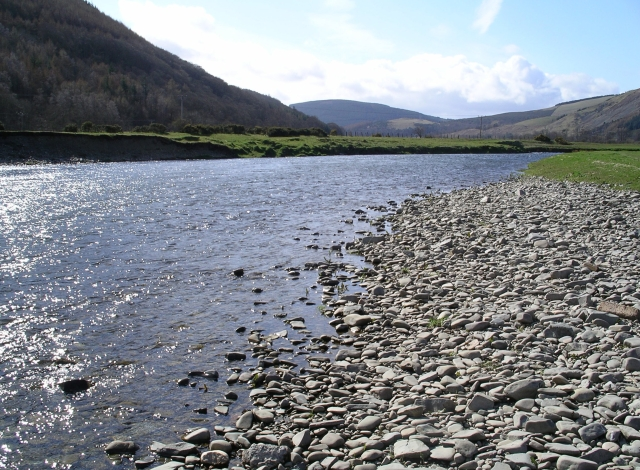
River Tweed, prop de Walkerburn
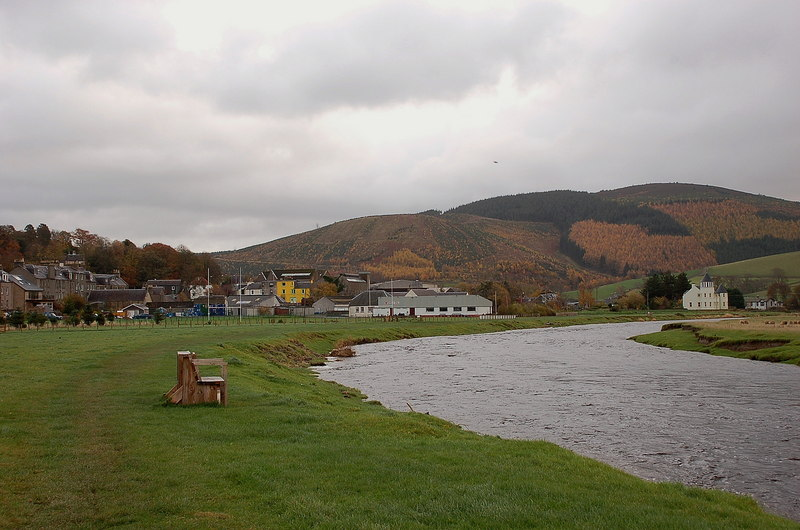
Walkerburn des de l'oest
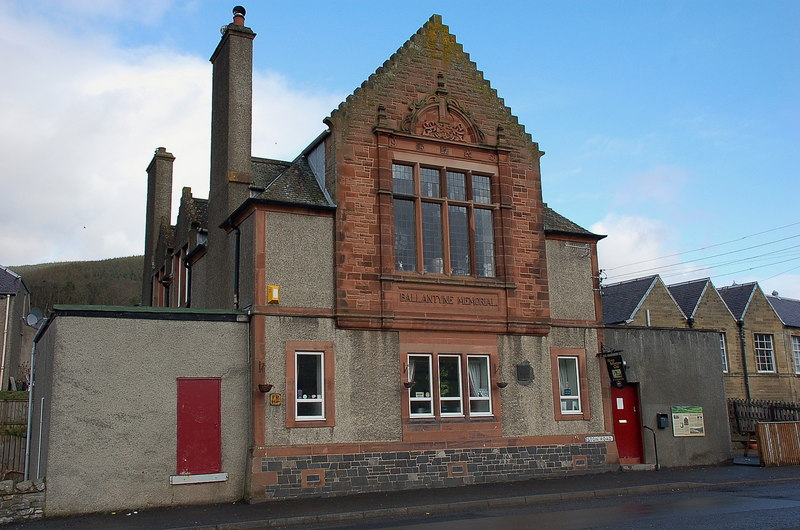
Ballantyne Memorial Institute, Walkerburn
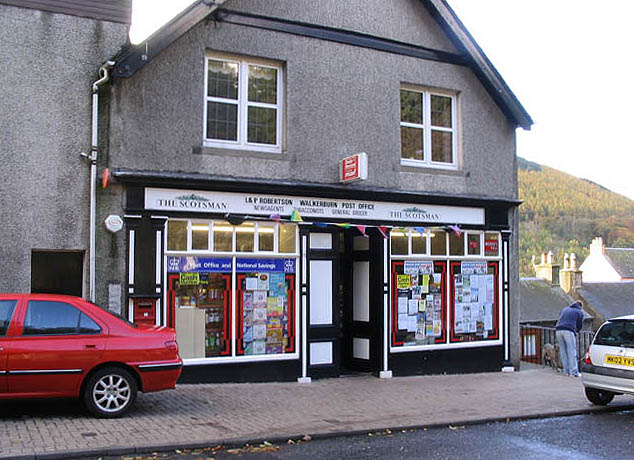
Oficina de correus de Walkerburn
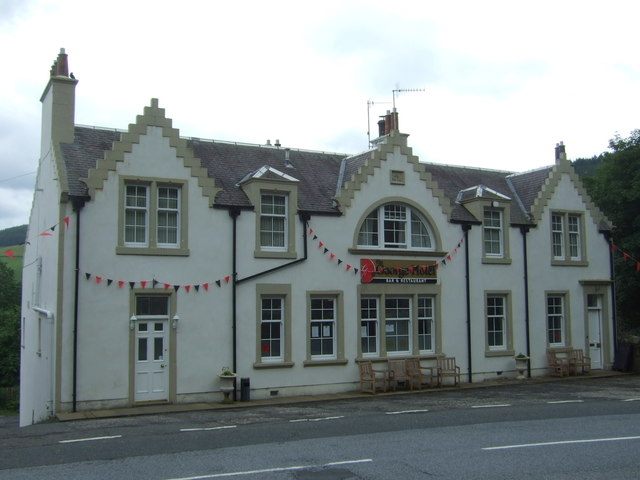
The George Hotel, Walkerburn
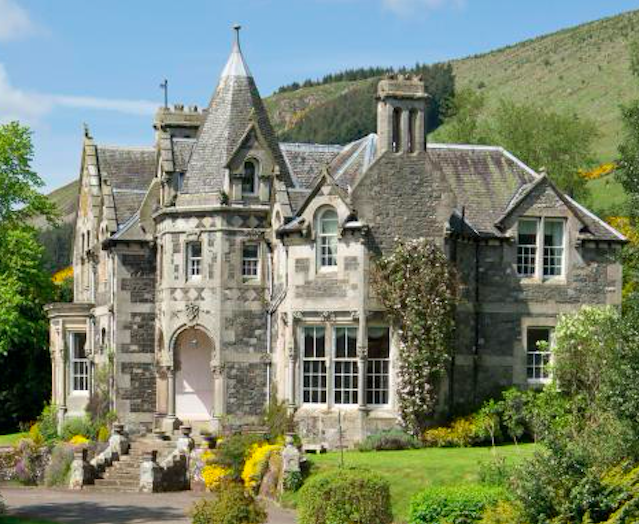
The Kirna (George Ballantyne), Walkerburn est. 1867
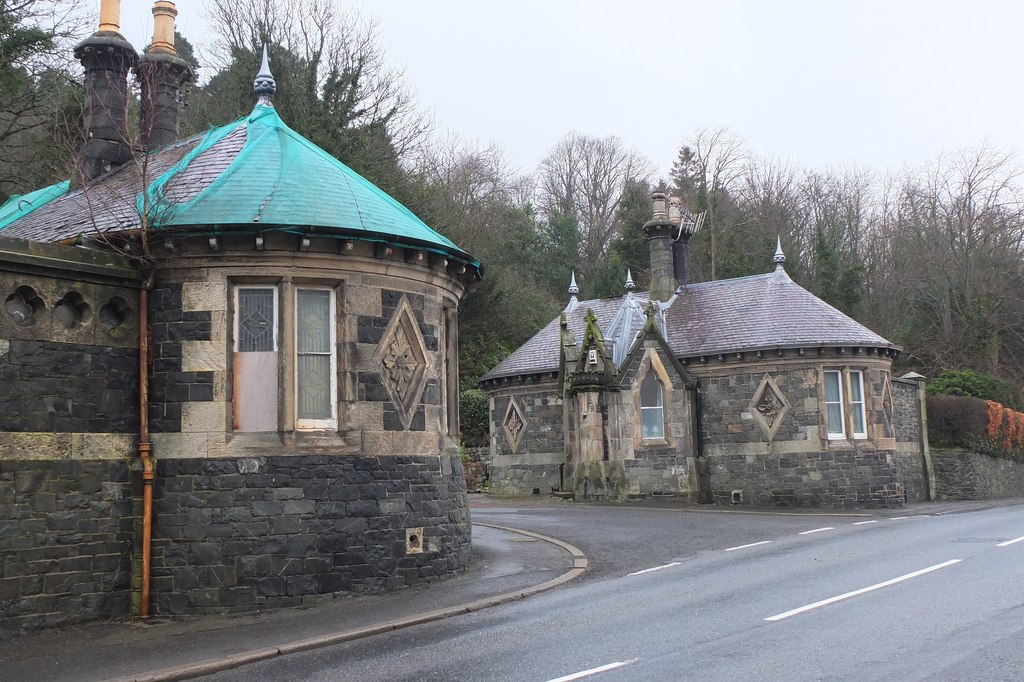
Lodges d'entrada per a Stoneyhill (John Ballantyne), Walkerburn
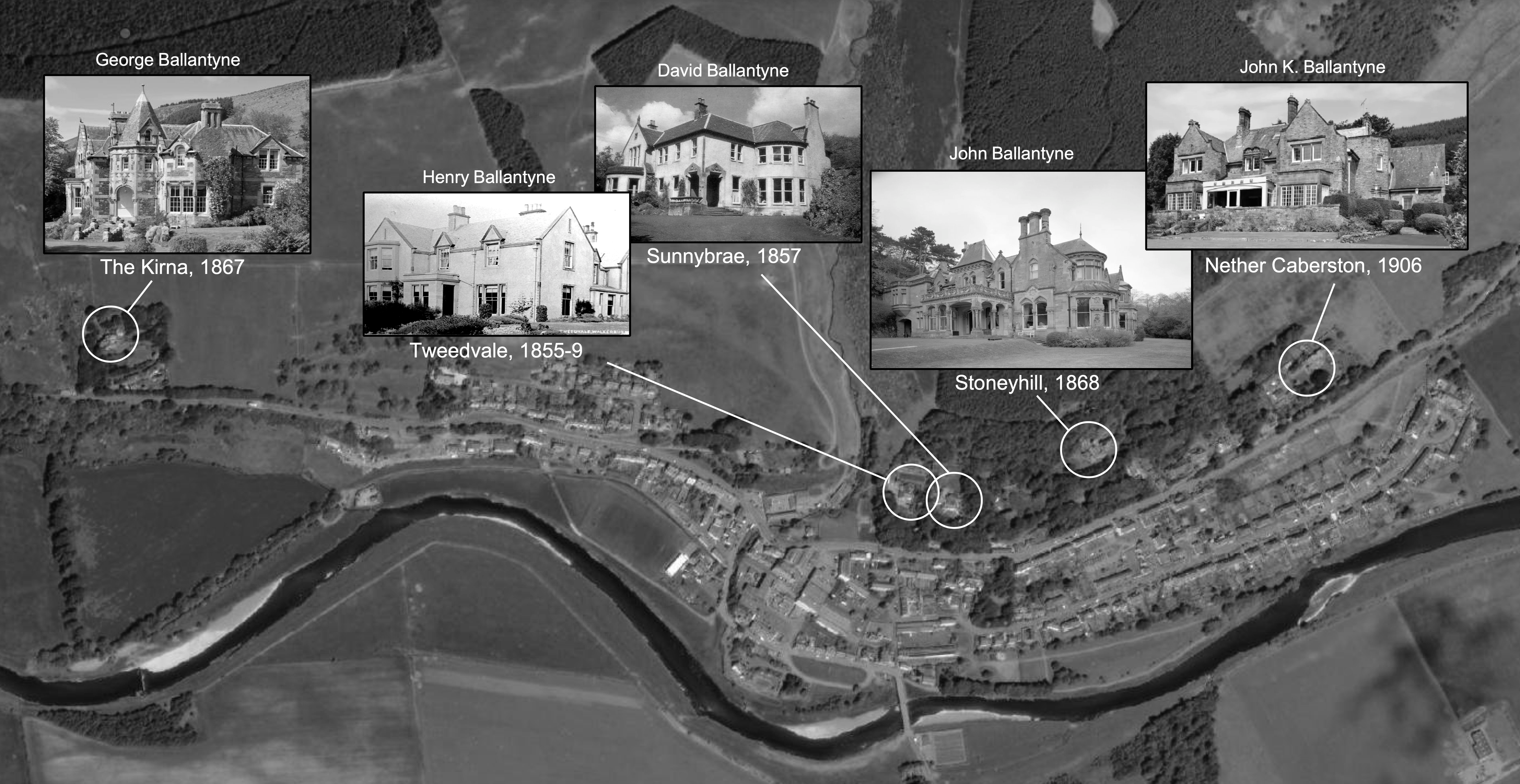
Mapa que mostra les ubicacions de Ballantyne Villas a Walkerburn
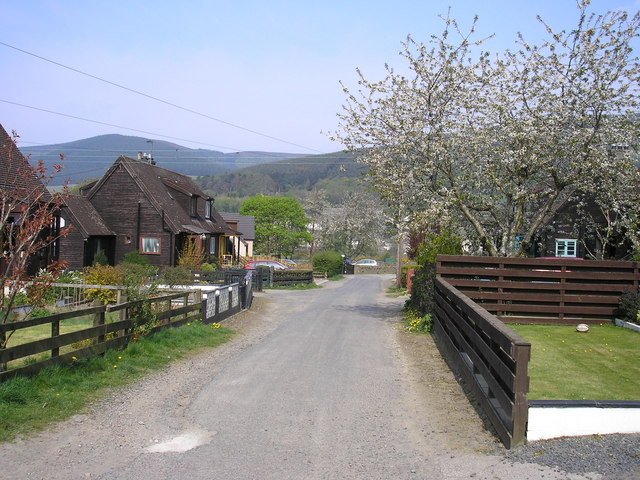
Houses dels treballadors forestals, Glenbenna
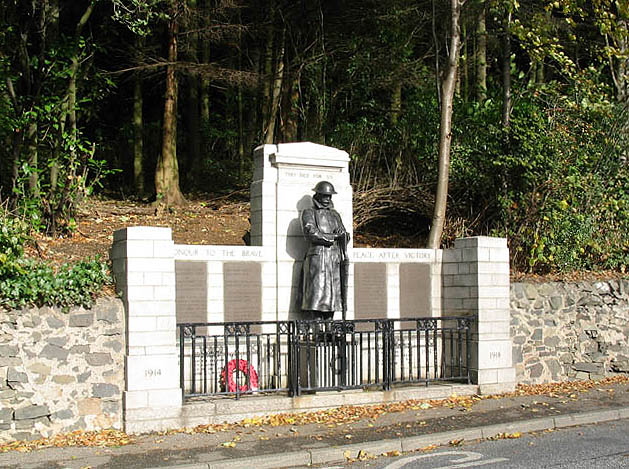
Walkerburn War Memorial
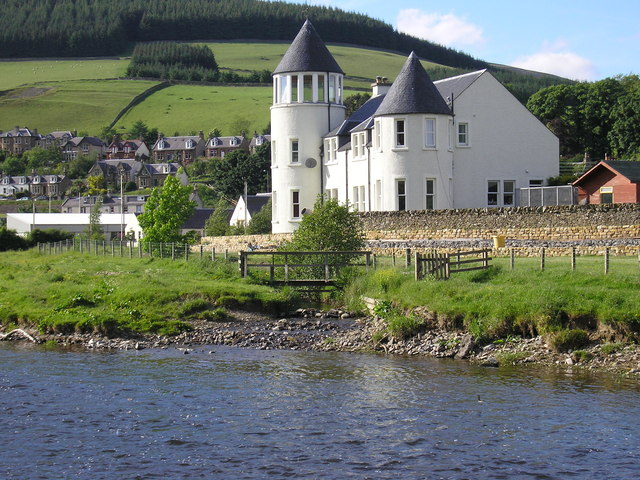
On el Walker Burn desemboca al riu Tweed
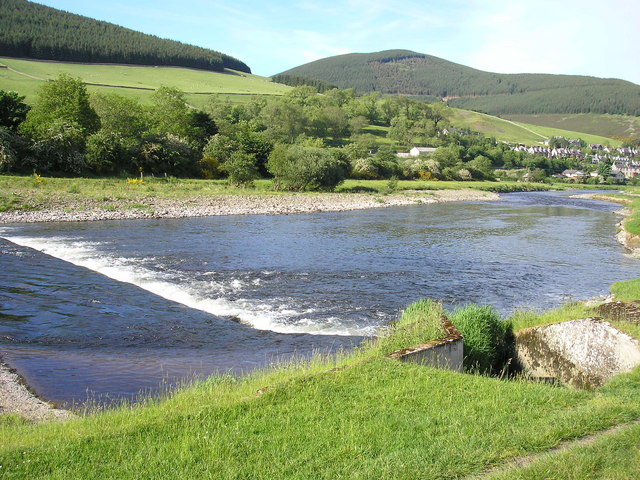
Walkerburn Cauld
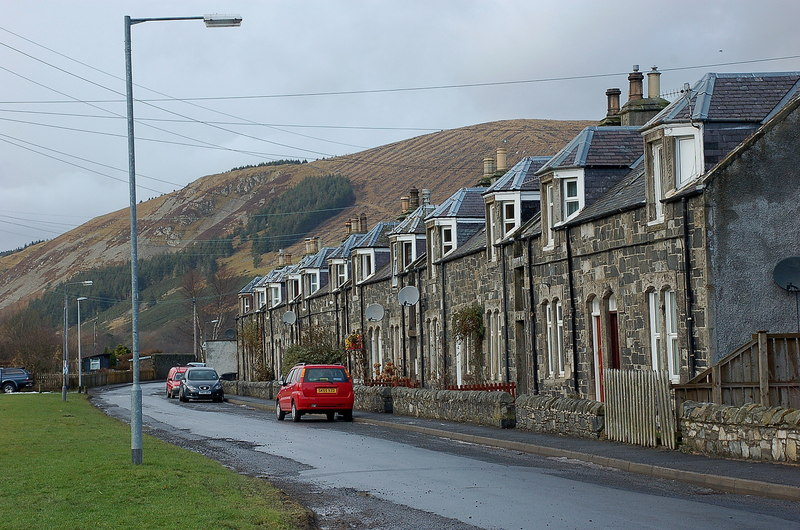
Cases dels treballadors de la fàbrica, Walkerburn
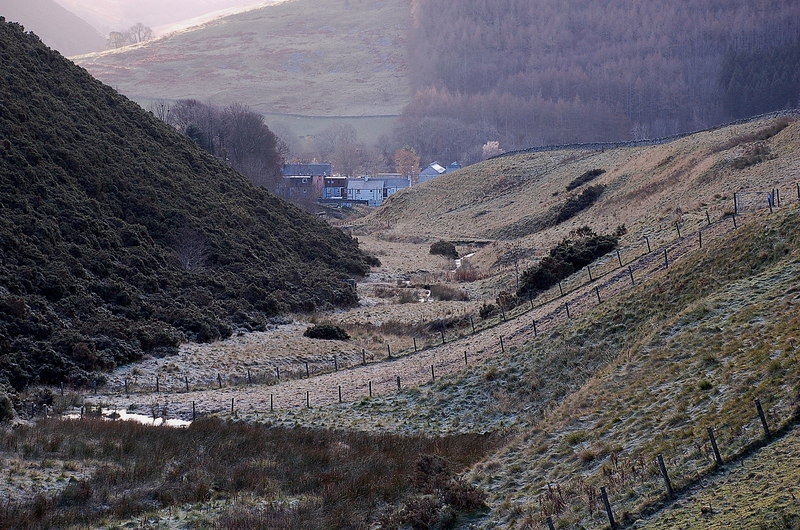
Walker Burn i Walkerburn
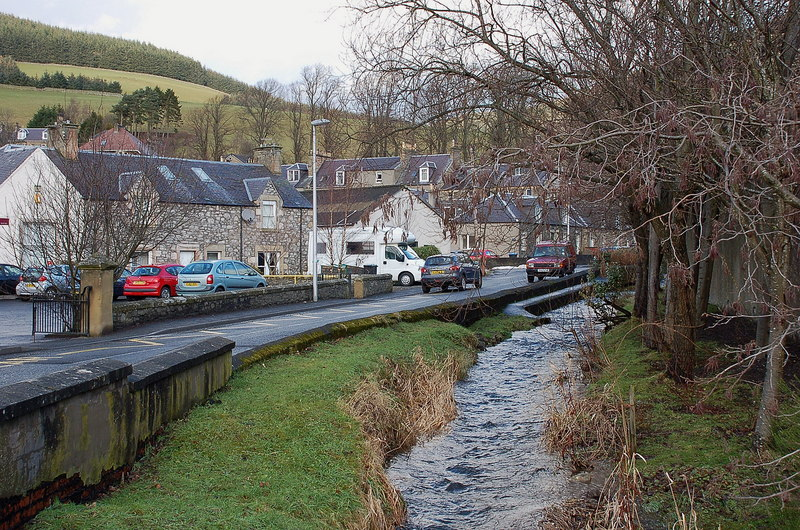
Walker Burn per Caberston Road, Walkerburn
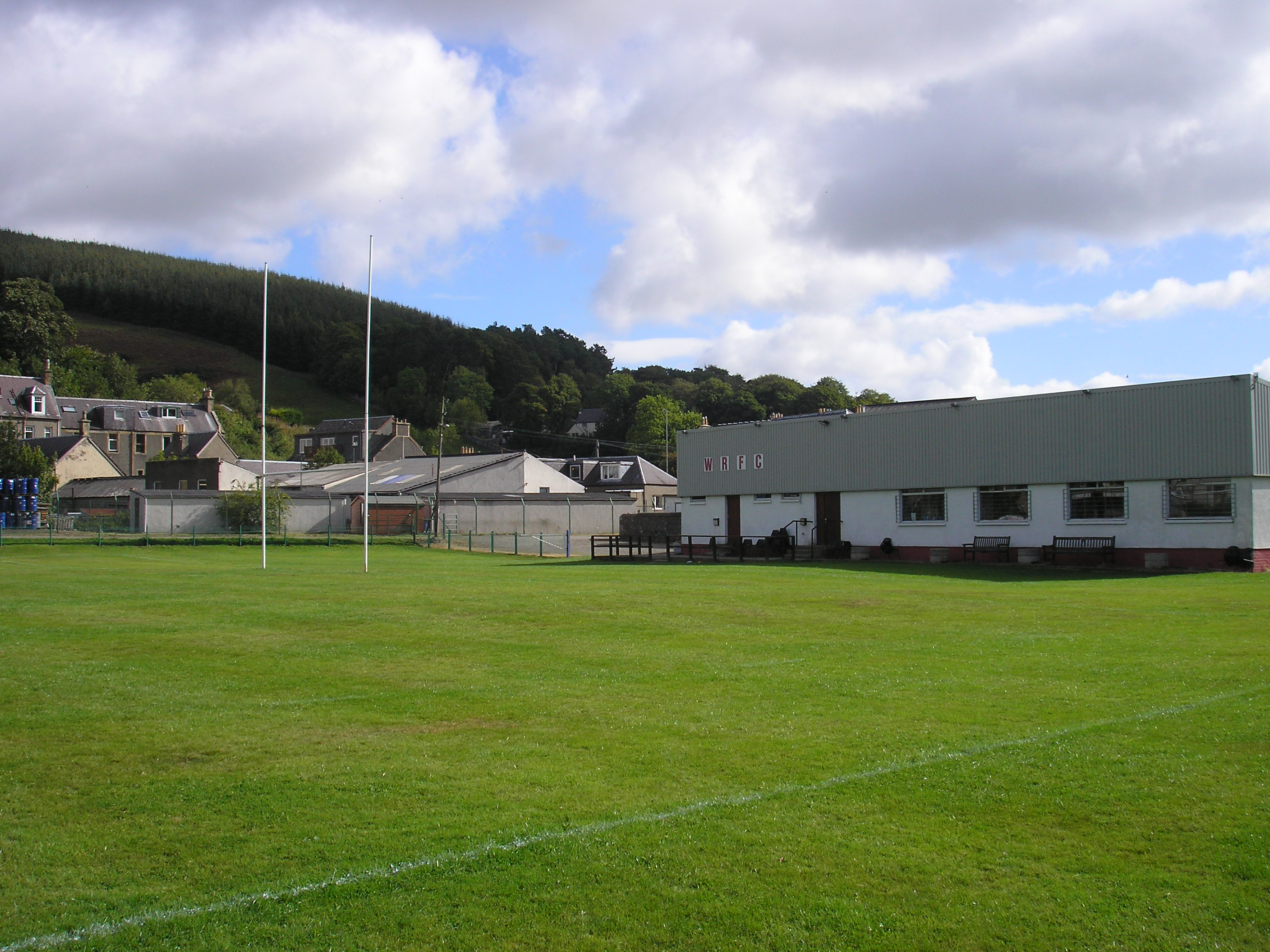
Walkerburn Rugby Football Club
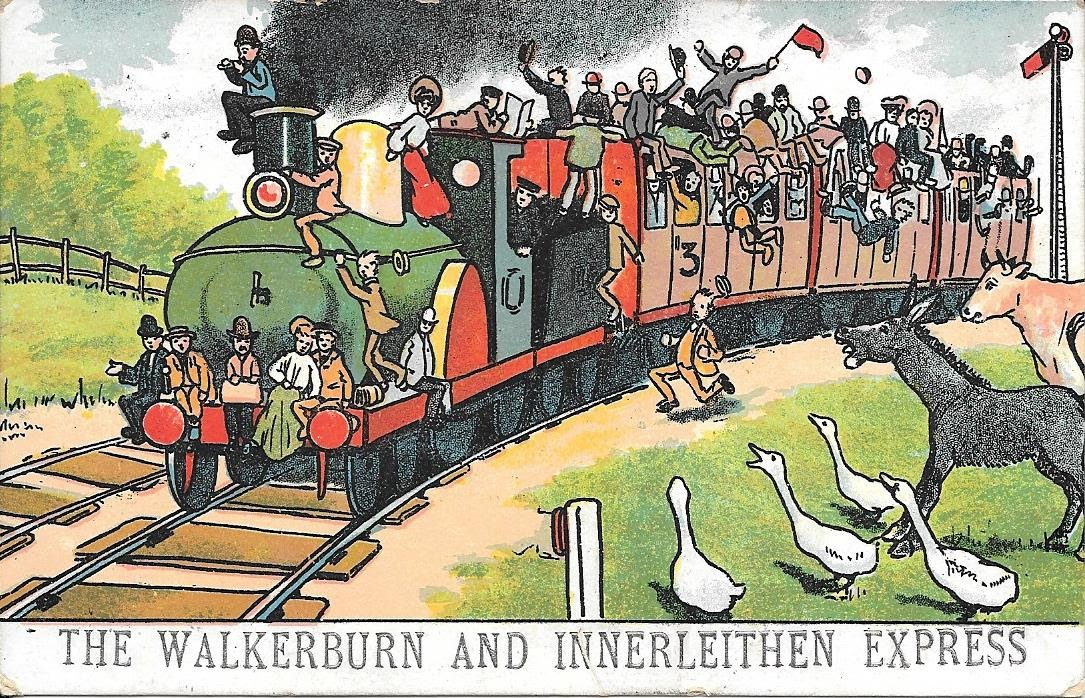
Postal còmica de Walkerburn i Innerleithen Train
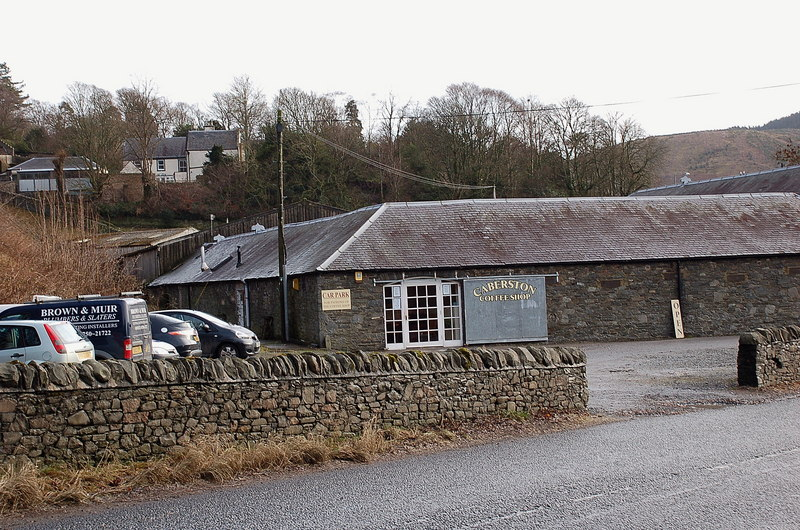
Caberston Coffee Shop, Walkerburn
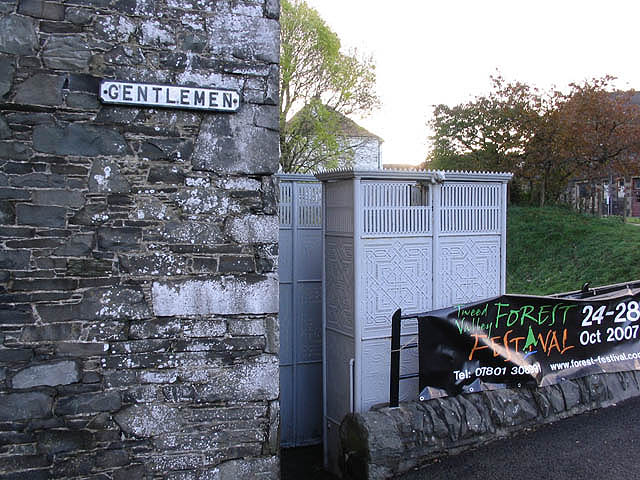
Orinal vell a Walkerburn